# Diabeł i arcydzieło
Diabeł i arcydzieło. Teksty przełomowe – zbiór esejów Stanisława Lema wydany przez Wydawnictwo Literackie w 2018 roku. 
Zawiera teksty z lat 1956-2006, dotyczące literatury, nauki, futurologii oraz samego autora. Część z nich publikowana była wcześniej w książkach takich jak Dialogi, Biblioteka XXI wieku, Fantastyka i futurologia, Filozofia przypadku, Golem XIV, Mój pogląd na literaturę, Summa technologiae. 20 z umieszczonych w książce tekstów ukazało się tu po raz pierwszy w formie książkowej, zaś esej Historia pewnego pomysłu ukazał się tu drukiem po raz pierwszy.
Wyboru tekstów dokonał Wojciech Zemek. Książka jest opatrzona posłowiem Jerzego Jarzębskiego.